# Bernard Hopkins

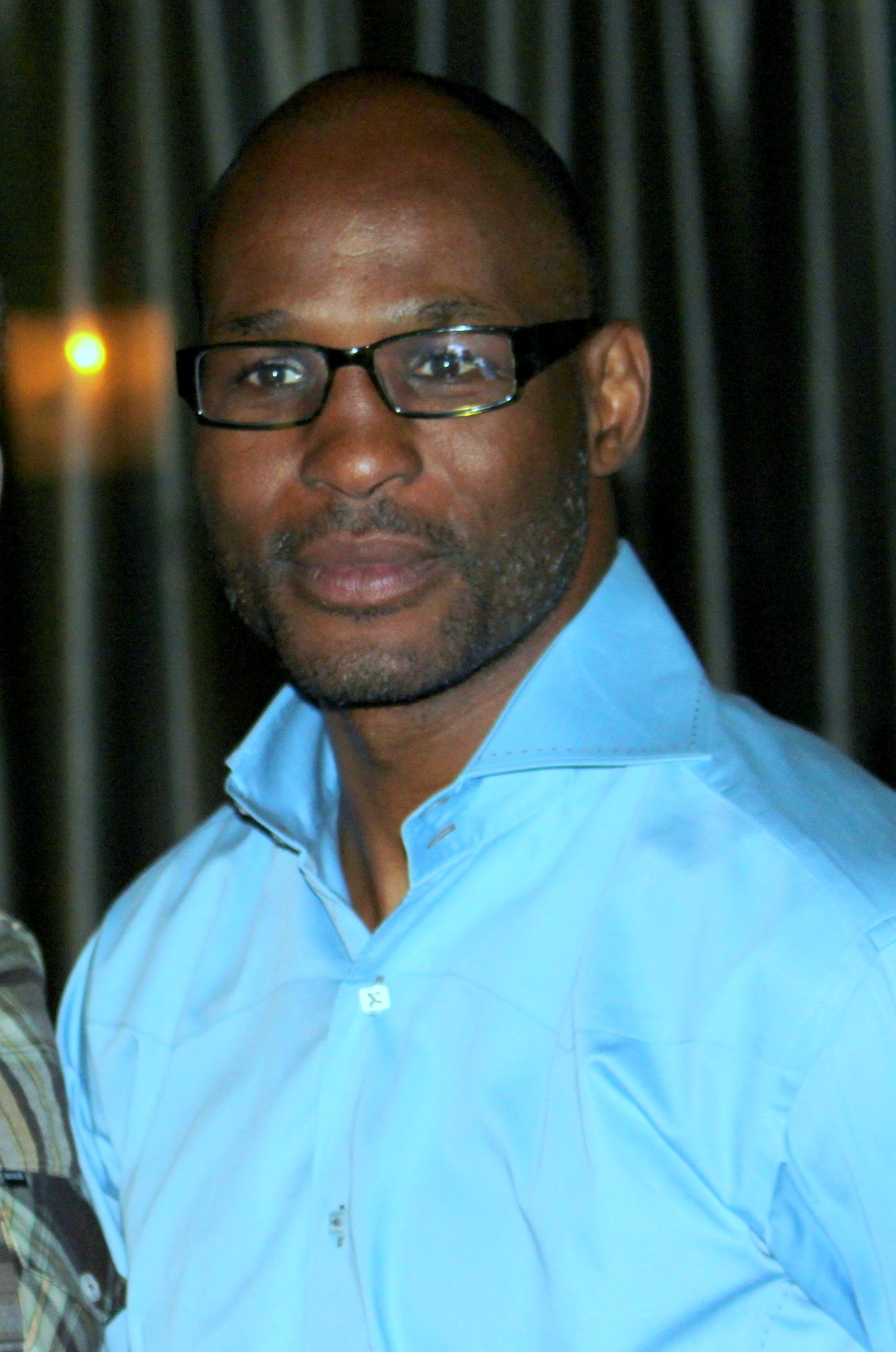
Bernard Hopkins 2010.

Bernard Hopkins, född 15 januari 1965 i Philadelphia, Pennsylvania, är en amerikansk boxare som blivit världsmästare i både mellanvikt och lätt tungvikt. Han höll mellanviktstiteln i 10 år 1995–2005 och är ansedd som en av världens absolut bästa boxare senaste decenniet, oavsett viktklass.
Bernard Hopkins hade en mycket tuff uppväxt. Familjen var fattig och han blev snabbt indragen i kriminell verksamhet. 18 år gammal hamnade han i fängelse. Efter att ha blivit frisläppt knappt tre år senare började han boxas. Sin första VM-match gick Hopkins mot Roy Jones J:r 1993 men förlorade. Efter ytterligare ett misslyckat försök att bli världsmästare besegrade han 1995 IBF-mästaren Segundo Mercado från Ecuador via KO i rond 7.
Efter detta dominerade Hopkins mellanviktsklassen totalt under de kommande 10 åren och han försvarade titeln hela 20 gånger (rekord i mellanvikt) Efter att år 2001 i en upphaussad match besegrat Felix Trinidad enade Hopkins Mellanviktstiteln för de tre stora organisationerna WBC, WBA och IBF och blev därmed den förste som höll den enade VM-titeln sedan megastjärnan Sugar Ray Leonard år 1987 besegrade legendaren Marvin Hagler. Hopkins innehade även den mindre betydelsefulla WBO-titeln. 
16 juli 2005 förlorade Hopkins överraskande mot utmanaren Jermain Taylor. Denne vann en knapp poängseger men många menar att Hopkins borde tilldömts segern. Det var hans första förlust på 12 år. Hopkins förlorade ytterligare en gång mot Taylor 2005 och valde sedermera att gå upp till Lätt tungvikt och besegrade 10 juni 2006 Antonio Tarver via en överlägsen poängseger.
Bernard Hopkins matchlista inkluderar (september 2007) 48 vinster, 4 förluster, en oavgjord och en "no contest" (32 segrar på K.O).